# Liste des appellations fromagères européennes
Cette page liste les différents fromages européens bénéficiant d'une appellation. Sont inclus les fromages des pays de l'union européenne, de Suisse et du Royaume-Uni bénéficiant soit d'une appellation d'origine protégée (AOP), soit d'une indication géographique protégée (IGP).

## AOP et IGP
Les deux appellations, AOP et IGP, imposent que le fromage soit produit dans une zone géographique précise, indiquée dans la colonne "région" dans le tableau ci-dessous. Cependant, l'AOP impose des contraintes plus strictes que l'IGP sur la méthode de production du fromage, l'élevage du bétail, et en particulier sur l'origine du lait.
L'AOP requiert que tout le processus de production se fasse dans la zone géographique : l'élevage du bétail, la traite, la production de fromage et généralement la production d'au moins une portion de l'alimentation du bétail doivent être effectués dans la zone.
L'IGP en revanche ne requiert généralement pas autant et il y a une certaine hétérogénéité entre les différents fromages IGP : certains fromages IGP, par exemple le Lietuviškas varškės sūris lituanien, peuvent être produit en utilisant du lait importé d'autres pays, sans restriction sur son origine, alors que d'autres fromages, comme le ser koryciński swojski polonais, impose que le lait provienne de la région de production.

## Cas de la Suisse
L'AOP protégeant les produits suisses n'est pas la même que l'AOP protégeant les produits de l'union européenne ou du Royaume-Uni. Cependant, les 12 fromages suisses AOP ont été inclus dans la liste ci-dessous car l'AOP suisse offre des garanties similaires. De plus l'union européenne reconnait les fromages AOP suisses et inversement. Par exemple l'appellation suisse tête de moine est protégée dans l'Union européenne, et l'appellation espagnole manchego est protégée en Suisse. Il y a cependant quelques exceptions à cette reconnaissance mutuelle des appellations :     
- L'emmental, bénéficiant d'une AOP suisse n'est pas protégé en union européenne, où il désigne souvent des fromages industriels. Les noms emmental  de savoie, emmental français est-central et allgäuer emmentaler sont protégés par des IGP et AOP européennes.
- Le reblochon, bénéficiant d'une AOP européenne, n'est pas protégé en Suisse où le nom reblochon peut désigner des fromages industriels.
- Le gruyère, bénéficiant d'une AOP suisse, est aussi protégé en union européenne, mais le nom gruyère désigne aussi un fromage français bénéficiant d'une IGP européenne.

## Liste des fromages protégés par une appellation
| Nom                                    | Pays             | Type                                           | Lait                                                                    | Région                                                                      | Appellation (date d'obtention)  | Remarques |
| -------------------------------------- | ---------------- | ---------------------------------------------- | ----------------------------------------------------------------------- | --------------------------------------------------------------------------- | ------------------------------- | --- |
| Abondance                              | France           | Fromage à pâte pressée mi-cuite                | Lait de vache cru                                                       | Département de Haute-Savoie                                                 | AOP (1996)                      | |
| Acehúche                               | Espagne          | Fromage à pâte pressée non cuite               | Lait de chèvre cru entier                                               | Province de Cáceres                                                         | AOP (2022)                      | |
| Afuega'l pitu                          | Espagne          | Fromage à pâte fraiche                         | Lait de vache pasteurisé entier                                         | Communauté autonome des Asturies                                            | AOP (2007)                      | |
| Allgäuer bergkäse                      | Allemagne        | Fromage à pâte pressée cuite                   | Lait de vache cru entier                                                | Allgäu                                                                      | AOP (1997)                      | |
| Allgäuer emmentaler                    | Allemagne        | Fromage à pâte pressée cuite                   | Lait de vache cru                                                       | Allgäu                                                                      | AOP (1997)                      | Différent de l'emmental suisse, de l'emmental de savoie et de l'emmental français est-central. Le nom emmental seul n'est pas protégé en dehors de Suisse et désigne souvent des fromages industriels. |
| Allgäuer sennalpkäse                   | Allemagne        | Fromage à pâte pressée cuite                   | Lait de vache cru                                                       | Allgäu                                                                      | AOP (2016)                      | |
| Allgäuer weisslacker                   | Allemagne        | Fromage à pâte fraîche                         | Lait de vache pasteurisé                                                | Allgäu                                                                      | AOP (2015)                      | |
| Alt Urgell i la Cerdanya               | Espagne          | Fromage à pâte pressée non cuite               | Lait de vache pasteurisé                                                | Comarques de l'Alt Urgell et de la Basse-Cerdagne                           | AOP (2000)                      | Parfois appelé "tome catalane" ou "tome Urgelia" |
| Altenburger ziegenkäse                 | Allemagne        | Fromage à pâte molle à croûte fleurie          | Lait de chèvre et de vache pasteurisé                                   | Lander de Saxe-Anhal et Thuringe                                            | AOP (1997)                      | |
| Anevato                                | Grèce            | Fromage à pâte fraîche                         | Lait de chèvre et de brebis                                             | Périphérie de Macédoine-Occidentale                                         | AOP (1996)                      | |
| Arachovas parnassou                    | Grèce            | Fromage à pâte pressée cuite                   | Lait de chèvre et de brebis pasteurisé                                  | Grèce Centrale                                                              | AOP (1996)                      | |
| Arseniko naxou                         | Grèce            | Fromage                                        | Lait de chèvre et de brebis cru                                         | Île de Naxos                                                                | AOP (2020)                      | |
| Arzúa-ulloa                            | Espagne          | Fromage à pâte pressée non cuite               | Lait de vache cru ou pasteurisé                                         | Communauté autonome de Galice                                               | AOP (2010)                      | |
| Asiago                                 | Italie           | Fromage à pâte pressée non cuite               | Lait de vache cru ou pasteurisé, entier ou demi-écrémé                  | Régions du Trentin-Haut-Adige et de Vénétie                                 | AOP (1996)                      | |
| Azeitao                                | Portugal         | Fromage à pâte molle à croûte lavée            | Lait de brebis cru                                                      | District de Lisbonne                                                        | AOP (1996)                      | |
| Banon                                  | France           | Fromage à pâte molle à croûte naturelle        | Lait de chèvre cru entier                                               | Région Provence-Alpes-Côtes d'Azur                                          | AOP (2003)                      | |
| Batzos                                 | Grèce            | Fromage à pâte pressée cuite                   | Lait de chèvre et de brebis entier, cru ou pasteurisé                   | Périhpéries de Macédoine-Centrale, Macédoine-Occidentale et Thessalie       | AOP (1996)                      | |
| Beacon fell traditional Lancashire     | Royaume-uni      | Fromage à pâte pressée non cuite               | Lait de vache pasteurisé entier                                         | Comté de Lancashire                                                         | AOP (1996)                      | |
| Beaufort                               | France           | Fromage à pâte pressée cuite                   | Lait de vache cru                                                       | Départements de Savoie et Haute-Savoie                                      | AOP (2011)                      | |
| Beira baixa                            | Portugal         | Fromage à pâte molle à croûte lavée            | Lait de brebis et parfois de chèvre cru                                 | Région Centre                                                               | AOP (1996)                      | |
| Berner alpkäse                         | Suisse           | Fromage à pâte pressée cuite                   | Lait de vache cru                                                       | Canton de Berne                                                             | AOP (2004)                      | |
| Bitto                                  | Italie           | Fromage à pâte pressée cuite                   | Lait de vache et éventuellement lait de chèvre cru                      | Province de Sondrio et de Bergame                                           | AOP (1996)                      | |
| Bjelovarski kvargl                     | Croatie          | Fromage                                        | Lait de vache                                                           | Comitat de Bjelovar-Bilogora                                                | IGP (2020)                      | |
| Bleu d'Auvergne                        | France           | Fromage à pâte persillée                       | Lait de vache cru ou pasteurisé                                         | Auvergne et départements de l'Aveyron, Corrèze, Lot et Lozère               | AOP (1996)                      | |
| Bleu des Causses                       | France           | Fromage à pâte persillée                       | Lait de vache entier cru ou pasteurisé                                  | Départements de l'Aveyron, Lot et Lozère                                    | AOP (1996)                      | |
| Bleu de Gex                            | France           | Fromage à pâte persillée                       | Lait de vache cru                                                       | Départements de l'Ain et Jura                                               | AOP (1996)                      | Parfois appelé "bleu de Septmoncel" |
| Bleu du Vercors-Sassenage              | France           | Fromage à pâte persillée                       | Lait de vache cru ou thermisé                                           | Départements de la Drôme et Isère                                           | AOP (2001)                      | |
| Bloderkäse / Sauerkäse                 | Suisse           | Fromage à pâte fraîche                         | Lait de vache                                                           | Canton de Saint-Gall et Liechtenstein                                       | AOP (2009)                      | Cette même AOP protège deux fromages, le bloderkäse et le sauerkäse, parfois appelés "bloderchäs" et "surchäs". |
| Boeren-Leidse met sleutels             | Pays-Bas         | Fromage à pâte pressée non cuite               | Lait de vache cru partiellement écrémé                                  | Provinces de Hollande-Méridionale, Hollande-Septentrionale et Utrecht       | AOP (1997)                      | |
| Bonchester                             | Royaume -Uni     | Fromage à pâte molle à croûte fleurie          | Lait de vache cru                                                       | Comtés de Cumbria, Northumberland, Scottish Border et région de Lothian     | AOP (1996)                      | |
| Bovski sir                             | Slovénie         | Fromage à pâte pressée cuite                   | Lait de brebis cru                                                      | Goriška                                                                     | AOP (2012)                      | |
| Bra                                    | Italie           | Fromage à pâte pressée non cuite               | Lait de vache, chèvre et brebis cru ou pasteurisé                       | Région du Piémont                                                           | AOP (1996)                      | |
| Brie de Meaux                          | France           | Fromage à pâte molle à croûte fleurie          | Lait de vache cru                                                       | Champagne-Ardenne et départements du Loiret, Meuse, Seine-et-Marne et Yonne | AOP (1996)                      | Le nom "brie" seul n'est pas protégé et désigne souvent des fromages industriels. |
| Brie de Melun                          | France           | Fromage à pâte molle à croûte fleurie          | Lait de vache cru                                                       | Départements de l'Aube, Seine-et-Marne et Yonne                             | AOP (1996)                      | Le nom "brie" seul n'est pas protégé et désigne souvent des fromages industriels. |
| Brillat-Savarin                        | France           | Fromage à pâte molle                           | Lait de vache et crème de lait de vache                                 | Bourgogne et départements de l'Aube et Seine-et-Marne                       | IGP (2017)                      | |
| Brocciu                                | France           | Fromage à pâte fraiche                         | Lactosérum et lait de brebis ou de chèvre                               | Corse                                                                       | AOP (2003)                      | Différent de la brousse corse, qui n'est pas protégée par une appellation et peut être produite avec du lactoserum importé. |
| Brousse du Rove                        | France           | Fromage à pâte fraiche                         | Lait de chèvre entier pasteurisé                                        | Départements des Bouches-du-Rhôn, Var et Vaucluse                           | AOP (2020)                      | Le nom "brousse" seul n'est pas protégé. |
| Bryndza podhalanska                    | Pologne          | Fromage à pâte fraiche                         | Lait de brebis et de vache cru                                          | Voïvodie de Silésie et de Petite-Pologne                                    | AOP (2007)                      | Le nom "bryndza" seul n'est pas protégé. |
| Bryndza de Slovaquie                   | Slovaquie        | Fromage de brebis                              | Lait de brebis et éventuellement de vache                               | Slovaquie                                                                   | IGP (2008)                      | Le nom "bryndza" seul n'est pas protégé. |
| Burrata di Andria                      | Italie           | Fromage à pâte filée à la crème                | Lait de vache                                                           | Région des Pouilles                                                         | IGP (2016)                      | Le nom "burrata" seul n'est pas protégé. |
| Buxton blue                            | Royaume-Uni      | Fromage à pâte persillée                       | Lait de vache pasteurisé                                                | Région des Midlands                                                         | AOP (1996)                      | |
| Cabra transmontano                     | Portugal         | Fromage de chèvre                              | Lait de chèvre cru                                                      | Région Nord                                                                 | AOP (1996)                      | |
| Cabrales                               | Espagne          | Fromage à pâte persillée                       | Lait de vache, chèvre ou brebis cru entier                              | Communauté autonome des Asturies                                            | AOP (1996)                      | |
| Caciocavallo silano                    | Italie           | Fromage à pâte filée                           | Lait de vache cru entier                                                | Régions du Basilicate, Campanie, Molise, Calabre et Pouilles                | AOP (1996)                      | |
| Camembert de Normandie                 | France           | Fromage à pâte molle à croûte fleurie          | Lait de vache cru                                                       | Région Normandie                                                            | AOP (1996)                      | Le nom "camembert" seul n'est pas protégé. |
| Camerano                               | Espagne          | Fromage de chèvre                              | Lait de chèvre cru ou pasteurisé                                        | Communauté autonome de La Rioja                                             | AOP (2012)                      | |
| Canestrato pugliese                    | Italie           | Fromage à pâte pressée non cuite               | Lait de brebis cru                                                      | Provinces de Foggia et Bari                                                 | AOP (1996)                      | Le nom "canestrato" seul n'est pas protégé. |
| Canestrato di Moliterno                | Italie           | Fromage à pâte pressée cuite                   | Lait de chèvre et de brebis cru ou thermisé                             | Provinces de Potenza et de Matera                                           | IGP (2010)                      | Le nom "canestrato" seul n'est pas protégé. |
| Cantal                                 | France           | Fromage à pâte pressée non cuite               | Lait de vache cru ou pasteurisé                                         | Auvergne                                                                    | AOP (1996)                      | |
| Casatella Trevigiana                   | Italie           | Fromage à pâte fraîche                         | Lait de vache pasteurisé entier                                         | Province de Trévise                                                         | AOP (2008)                      | |
| Caşcaval de Săveni                     | Roumanie         | Fromage à pâte pétrie                          | Lait de vache cru                                                       | Județ de Botoșani                                                           | IGP (2021)                      | |
| Casciotta d'Urbino                     | Italie           | Fromage à pâte pressée non cuite               | Lait de brebis et de vache entier pasteurisé                            | Province de Pesaro et d'Urbino                                              | AOP (1996)                      | |
| Casín                                  | Espagne          | Fromage à pâte pétrie non cuite                | Lait de vache cru entier                                                | Communauté autonome des Asturies                                            | AOP (2011)                      | |
| Castellano                             | Espagne          | Fromage à pâte pressée                         | Lait de brebis entier                                                   | Communauté autonome de Castille-et-León                                     | IGP (2020)                      | |
| Castelmagno                            | Italie           | Fromage à pâte pressée non cuite               | Lait de vache et brebis ou chèvre cru                                   | Province de Coni                                                            | AOP (1996)                      | |
| Cebreiro                               | Espagne          | Fromage à pâte pétrie                          | Lait de vache pasteurisé                                                | Province de Lugo                                                            | AOP (2008)                      | |
| Chabichou du Poitou                    | France           | Fromage à pâte molle à croûte naturelle        | Lait de chèvre entier cru, thermisé ou pasteurisé                       | Poitou                                                                      | AOP (1996)                      | |
| Chaource                               | France           | Fromage à pâte molle à croûte fleurie          | Lait de vache cru thermisé ou pasteurisé                                | Départements de l'Aube et Yonne                                             | AOP (1996)                      | |
| Charolais                              | France           | Fromage à pâte molle à croûte naturelle        | lait de chèvre cru                                                      | Départements de l'Allier, Loire, Rhône et Saône-et-Loire                    | AOP (2014)                      | |
| Chevrotin                              | France           | Fromage à pâte pressée non cuite               | lait de chèvre cru                                                      | Départements de Savoie et Haute-Savoie                                      | AOP (2005)                      | |
| Comté                                  | France           | fromage à pâte pressée cuite                   | lait de vache cru                                                       | Franche-Comté                                                               | AOP (1996)                      | |
| Crottin de Chavignol                   | France           | Fromage à pâte molle à croûte naturelle        | lait de chèvre cru entier                                               | Départements du Cher, Loiret et Nièvre                                      | AOP (1996)                      | |
| Danablu                                | Danemark         | Fromage à pâte persillée                       | Lait de vache pasteurisé                                                | Danemark                                                                    | IGP (1996)                      | |
| Danbo                                  | Danemark         | Fromage à pâte pressée                         | Lait de vache                                                           | Danemark                                                                    | IGP (2017)                      | |
| Dovedale                               | Royaume-Uni      | Fromage à pâte persillée                       | Lait de vache pasteurisé                                                | Région des Midlands                                                         | AOP (1996)                      | |
| Džiugas                                | Lituanie         | Fromage à pâte pressée cuite                   | Lait de vache standardisé et pasteurisé                                 | Apskritis de Telšiai                                                        | IGP (2019)                      | |
| Edam holland                           | Pays-Bas         | Fromage à pâte pressée non cuite               | Lait de vache pasteurisé                                                | Partie européenne des Pays-Bas                                              | IGP (2010)                      | Le nom "edam" seul n'est pas protégé. |
| Edammer d'Hollande septentrionale      | Pays-Bas         | Fromage à pâte pressée non cuite               | Lait de vache pasteurisé                                                | Hollande-Septentrionale                                                     | AOP (1996)                      | Le nom "edammer" seul n'est pas protégé. |
| Emmental                               | Suisse           | Fromage à pâte pressée cuite                   | Lait de vache cru entier                                                | Suisse centrale, Suisse orientale, Suisse du Nord-Ouest, espace Mitteland   | AOP (2006)                      | Ne pas confondre avec l'emmetal français est-central, l'emmental de Savoie ou l'allgäuer emmentaler. En dehors de Suisse, le nom "emmental" seul n'est pas protégé et désigne souvent du fromage industriel. |
| Emmental français est-central          | France           | Fromage à pâte pressée cuite                   | Lait de vache cru                                                       | Franche-Comté et départements des Vosges et Haute-Saône                     | IGP (1996)                      | Ne pas confondre avec l'emmental suisse, l'emmental de Savoie ou l'allgäuer emmentaler. En dehors de Suisse, le nom "emmental" seul n'est pas protégé et désigne souvent du fromage industriel. |
| Emmental de Savoie                     | France           | Fromage à pâte pressée cuite                   | Lait de vache cru                                                       | Départements de Savoie et Haute-savoie                                      | IGP (1996)                      | Ne pas confondre avec l'emmental Suisse, l'emmetal français est-central ou l'allgäuer emmentaler. En dehors de Suisse, le nom "emmental" seul n'est pas protégé et désigne souvent du fromage industriel. |
| Ennstaler steirerkas                   | Autriche         | Fromage à pâte pressée cuite                   | Lait de vache écrémé cru pasteurisé                                     | District de Liezen                                                          | AOP (2021)                      | Le nom "steirerkas" seul n'est pas protégé. |
| Époisses                               | France           | Fromage à pâte molle à croûte lavée            | Lait de vache cru pasteurisé                                            | Départements de Côte-d'Or, Haute-Marne et Yonne                             | AOP (1996)                      | |
| Esrom                                  | Danemark         | Fromage à pâte pressée cuite                   | Lait de vache pasteurisé                                                | Danemark                                                                    | IGP (1996)                      | |
| Etivaz                                 | Suisse           | Fromage à pâte pressée cuite                   | Lait de vache cru                                                       | Canton de Vaud                                                              | AOP (2013)                      | |
| Evora                                  | Portugal         | Fromage à pâte molle à croûte lavée            | Lait de brebis cru                                                      | Région d'Alentejo                                                           | AOP (1996)                      | |
| Feta                                   | Grèce            | Fromage frais en saumure                       | Lait de brebis et parfois de chèvre                                     | Grèce                                                                       | AOP (2002)                      | |
| Fiore sardo                            | Italie           | Fromage à pâte pressée non cuite               | Lait de brebis cru et entier                                            | Sardaigne                                                                   | AOP (1996)                      | |
| Fontina                                | Italie           | Fromage à pâte pressée non cuite               | Lait de vache cru entier                                                | Région de la Vallée d'Aoste                                                 | AOP (1996)                      | |
| Formaggella del Luinese                | Italie           | Fromage de chèvre                              | Lait de chèvre cru entier                                               | Province de Varèse                                                          | AOP (2011)                      | Le nom "formaggella" seul n'est pas protégé. |
| Formaggio di fossa di Sogliano         | Italie           | Fromage à pâte pressée non cuite               | Lait de vache ou brebis cru entier                                      | Régions des Marches et Émilie-Romagne                                       | AOP (2009)                      | Le nom "formaggio di fossa" seul n'est pas protégé. |
| Formai de mut dell'Alta Valle Brembana | Italie           | Fromage à pâte pressée demi-cuite              | Lait de vache cru entier                                                | Province de Bergame                                                         | AOP (1996)                      | Le nom "formai de mut" seul n'est pas protégé. |
| Fourme d'Ambert                        | France           | Fromage à pâte persillée                       | Lait de vache cru ou pasteurisé                                         | Départments du Cantal, Loire et Puy-de-Dôme                                 | AOP (2006)                      | |
| Fourme de Montbrison                   | France           | Fromage à pâte persillée                       | Lait de vache cru ou pasteurisé                                         | Départments de la Loire et Puy-de-Dôme                                      | AOP (2010)                      | |
| Fromaggio d'alpe ticinese              | Suisse           | Fromage à pâte pressée cuite                   | Lait de vache et de chèvre cru                                          | Canton du Tessin                                                            | AOP (2002)                      | |
| Fromage de Herve                       | Belgique         | Fromage à pâte molle et à croûte lavée         | Lait de vache cru ou pasteurisé                                         | Entre-Vesdre-et-Meuse                                                       | AOP (1996)                      | |
| Gailtaler almkäse                      | Autriche         | Fromage à pâte pressée cuite                   | Lait de vache cru                                                       | Sud de l'Autriche                                                           | AOP (1997)                      | |
| Galotyri                               | Grèce            | Fromage à pâte fraîche                         | Lait de chèvre et/ou de brebis entier, cru ou pasteurisé                | Périphéries d'Épire et Thessalie                                            | AOP (1996)                      | |
| Gamonedo                               | Espagne          | Fromage à pâte persillée                       | Lait de vache, chèvre et brebis cru                                     | Communauté autonome des Asturies                                            | AOP (2008)                      | |
| Glarner alpkäse                        | Suisse           | Fromage à pâte pressée cuite                   | Lait de vache cru                                                       | Canton de Glaris                                                            | AOP (2014)                      | |
| Gorgonzola                             | Italie           | Fromage à pâte persillée                       | Lait de vache pasteurisé                                                | Région de Lombardie et du Piémont                                           | AOP (1996)                      | |
| Gouda holland                          | Pays-Bas         | Fromage à pâte pressée non cuite               | Lait de vache pasteurisé                                                | Partie européenne des Pays-Bas                                              | IGP (2010)                      | Le nom "gouda" seul n'est pas protégé |
| Gouda d'Hollande septentrionale        | Pays-Bas         | Fromage à pâte pressée non cuite               | Lait de vache pasteurisé                                                | Province de Hollande-Septentrionale                                         | AOP (1996)                      | Le nom "gouda" seul n'est pas protégé |
| Grana padano                           | Italie           | Fromage à pâte pressée cuite                   | Lait de vache cru partiellement écrémé                                  | Régions d'Émilie-Romagne, Lombardie, Piémont, Trentin-Haut-Adige et Vénétie | AOP (1996)                      | Les fromages produits dans le Trentin peuvent bénéficier de l'appellation Grana del Trentino ou Trentingrana |
| Graviera agrafon                       | Grèce            | Fromage à pâte pressée cuite                   | Lait de brebis pasteurisé                                               | Périhpérie de Thessalie                                                     | AOP (1996)                      | |
| Graviera kritis                        | Grèce            | Fromage à pâte pressée cuite                   | Lait de brebis cru ou pasteurisé                                        | Île de Crète                                                                | AOP (1996)                      | |
| Graviera naxou                         | Grèce            | Fromage à pâte pressée cuite                   | Lait de brebis, de vache et de chèvre cru ou pasteurisé                 | Île de Naxos                                                                | AOP (1996)                      | |
| Gruyère                                | France           | Fromage à pâte pressée cuite                   | Lait de vache cru                                                       | Franche compté et Savoie                                                    | IGP (2013)                      | Différent du Gruyère suisse, protégé par une AOP. |
| Gruyère                                | Suisse           | Fromage à pâte pressée cuite                   | Lait de vache cru                                                       | Cantons de Fribourg, Vaud, Neuchâtel, Jura et Berne                         | AOP (2001)                      | Différent du Gruyère français, seulement protégé par une IGP. |
| Guía                                   | Espagne          | Fromage à pâte molle                           | Lait de brebis, de vache et de chèvre cru ou pasteurisé                 | Île de la Grande Canarie                                                    | AOP (2009)                      | Appelé fior de Guia lorsque de la présure végétale est utilisée |
| Győr-Moson-Sopron megyei csemege sajt  | Hongrie          | Fromage à pâte pressée                         | Lait de vache                                                           | Comitat de Győr-Moson-Sopron                                                | IGP (2020)                      | |
| Halloumi                               | Chypre           | Fromage à pâte fraiche                         | Lait de chèvre et de brebis pasteurisé entier                           | Chypre                                                                      | AOP (2015)                      | |
| Havarti                                | Danemark         | Fromage à pâte pressée demi-cuite              | Lait de vache pasteurisé                                                | Danemark                                                                    | IGP (2019)                      | |
| Hessischer handkäse                    | Allemagne        | Fromage au lait aigre                          | Lait de vache                                                           | Land de la Hesse                                                            | IGP (2010)                      | Parfois appelé "hessischer handkäs". |
| Hollandse geitenkaas                   | Pays-Bas         | Fromage à pâte pressée non cuite               | Lait de chèvre pasteurisé                                               | Partie européenne des Pays-Bas                                              | IGP (2015)                      | |
| Holsteiner tilsiter                    | Allemagne        | Fromage à pâte pressée cuite                   | Lait de vache cru ou pasteurisé                                         | Land de Schleswig-Holstein                                                  | IGP (2013)                      | Le nom tilsiter seul désigne un fromage suisse, non protégé par une appellation. |
| Ibores                                 | Espagne          | Fromage à pâte pressée non cuite               | Lait de chèvre cru entier                                               | Communauté autonome d'Estrémadure                                           | AOP (2005)                      | |
| Idiazabal                              | Espagne          | Fromage à pâte pressée non cuite               | Lait de brebis cru                                                      | Communautés autonomes de Navarre et Pays basque                             | AOP (1996)                      | |
| Imokilly regato                        | Irlande          | Fromage à pâte pressée non cuite               | Lait de vache standardisé et pasteurisé                                 | Comté de Cork                                                               | AOP (1999)                      | |
| Jihočeská niva                         | Tchéquie         | Fromage à pâte persillée                       | Lait de vache                                                           | Kraj de Bohème-du-Sud                                                       | IGP (2010)                      | |
| Jihočeská zlatá niva                   | Tchéquie         | Fromage à pâte persillée                       | Lait de vache                                                           | Kraj de Bohème-du-Sud                                                       | IGP (2010)                      | |
| Kalathaki limnou                       | Grèce            | Fromage à pâte fraîche                         | Lait de brebis cru ou pasteurisé                                        | Île de Lemnos                                                               | AOP (1996)                      | |
| Kasseri                                | Grèce            | Fromage à pâte filée                           | Lait de brebis cru                                                      | Nord-Est de la Grèce                                                        | AOP (1996)                      | |
| Katiki domokou                         | Grèce            | Fromage à pâte fraîche                         | lait de chèvre et de brebis                                             | Grèce-Centrale                                                              | AOP (1996)                      | |
| Kanterkaas                             | Pays-Bas         | Fromage à pâte pressée non cuite               | Lait de vache pasteurisé partiellement écrémé                           | Province de Frise                                                           | AOP (2000)                      | |
| Kefalograviera                         | Grèce            | Fromage à pâte pressée non cuite               | Lait de brebis pasteurisé                                               | Périphéries d'Épire, Grèce occidentale et Macédoine occidentale             | AOP (1996)                      | |
| Klenovecký syrec                       | Slovaquie        | Fromage à pâte pressée cuite                   | Lait de vache ou de brebis cru ou pasteurisé                            | Monts Métallifères Slovaques                                                | IGP (2015)                      | |
| Kopanisti                              | Grèce            | Fromage à pâte persillée                       | Lait de brebis entier, cru ou pasteurisé                                | Île de Lesbos                                                               | AOP (1996)                      | |
| Ladotyri mytilinis                     | Grèce            | Fromage à pâte pressée non cuite               | Lait de vache et/ou de brebis et/ou de chèvre entier cru ou pasteurisé  | Cyclades                                                                    | AOP (1996)                      | |
| Laguiole                               | France           | Fromage à pâte pressée non cuite               | Lait de vache cru                                                       | Aubrac                                                                      | AOP (2008)                      | |
| Langres                                | France           | Fromage à pâte molle à croûte lavée            | Lait de vache cru ou pasteurisé                                         | Départements de Côte-d'Or, Haute-Marne et Vosges                            | AOP (2009)                      | |
| Lički škripavac                        | Croatie          | Fromage                                        | Lait de vache entier, cru ou pasteurisé                                 | Comitats de Lika-Senj, Zadar, Karlovac                                      | IGP (2021)                      | |
| Lietuviškas varškės sūris              | Lituanie         | Fromage à pâte pressée                         | Lait de vache standardisé pasteurisé                                    | Lituanie                                                                    | IGP (2013)                      | |
| Liliputas                              | Lituanie         | Fromage à pâte pressée                         | Lait de vache standardisé pasteurisé                                    | Village de Belvederis                                                       | IGP (2015)                      | |
| Livarot                                | France           | Fromage à pâte molle à croûte lavée            | Lait de vache thermisé ou pasteurisé                                    | Région Normandie                                                            | AOP (1996)                      | |
| Los Beyos                              | Espagne          | Fromage à pâte pressée non cuite               | Lait de vache, de brebis ou de chèvre                                   | Communes d'Amieva, Oseja de Sajambre et Ponga                               | IGP (2013)                      | |
| Mâconnais                              | France           | Fromage à pâte molle à croûte naturelle        | Lait de chèvre cru                                                      | Rhône, Saône-et-Loire                                                       | AOP (2010)                      | |
| Maó                                    | Espagne          | Fromage à pâte pressée non cuite               | Lait de vache cru ou pasteurisé                                         | Minorque                                                                    | AOP (1996)                      | Aussi appelé Mahón-Menorca. |
| Majorero                               | Espagne          | Fromage à pâte pressée non cuite               | Lait de chèvre et éventuellement de brebis cru                          | Fuerteventura                                                               | AOP (1999)                      | |
| Manchego                               | Espagne          | Fromage à pâte pressée non cuite               | Lait de brebis cru ou pasteurisé                                        | Castille-La Manche                                                          | AOP (1996)                      | |
| Manouri                                | Grèce            | Fromage de lactosérum à pâte fraiche           | Lactoserum et lait de chèvre ou de brebis                               | Périhpéries de Macédoine centrale, Macédoine occidentale et Thessalie       | AOP (1996)                      | |
| Maroilles                              | France           | Fromage à pâte molle à croûte lavée            | Lait de vache cru ou pasteurisé                                         | Nord et Aisne                                                               | AOP (1996)                      | Parfois appelé marolles. |
| Mestiço de Tolosa                      | Portugal         | Fromage à pâte pressée non cuite               | Lait de brebis et de chèvre                                             | District de Portalegre                                                      | IGP (2000)                      | |
| Metsovóne                              | Grèce            | Fromage à pâte filée                           | Lait de vache cru ou pasteurisé                                         | Épire (périphérie)                                                          | AOP (1996)                      | |
| Mohant                                 | Slovénie         | Fromage à pâte fraiche                         | Lait de vache cru                                                       | Haute-Carniole et région de slovénie centrale                               | AOP (2013)                      | |
| Mont d'Or/vacherin Mont d'Or           | France et Suisse | Fromage à pâte molle à croûte lavée            | Lait de vache                                                           | Département du Doubs et canton de Vaud                                      | AOP UE (1996) AOP Suisse (2003) | Ce fromage est produit dans une région du Jura à cheval entre la France et la Suisse. Les fromages produits en France sont protégés par une AOP européenne sous le nom de "mont d'Or" tandis que les fromages produits en Suisse sont protégés par une AOP suisse sous le nom "vacherin Mont-d'Or". Ce fromage est parfois appelé "vacherin du Haut-Doubs" ou simplement "vacherin". |
| Montasio                               | Italie           | Fromage à pâte pressée non cuite               | Lait de vache cru                                                       | Frioul-Vénétie Julienne et Vénétie                                          | AOP (1996)                      | |
| Monte veronese                         | Italie           | Fromage à pâte pressée non cuite               | Lait de vache cru entier ou demi-écrémé                                 | Vénétie                                                                     | AOP (1996)                      | |
| Morbier                                | France           | Fromage à pâte pressée non cuite               | Lait de vache cru                                                       | Doubs, Ain, Jura                                                            | AOP (2002)                      | |
| Mozzarella di bufala campana           | Italie           | Fromage à pâte filée                           | Lait de bufflone cru, thermisé ou pasteurisé                            | Molise, Pouilles, Latium et Campanie                                        | AOP (1996)                      | Le nom "mozzarella" seul n'est pas protégé |
| Mozzarella di Gioia del Colle          | Italie           | Fromage à pâte filée                           | Lait de vache entier, cru thermisé ou pasteurisé                        | Pouilles                                                                    | AOP (2020)                      | Le nom "mozzarella" seul n'est pas protégé |
| Munster                                | France           | Fromage à pâte molle à croûte lavée            | Lait de vache entier cru, thermisé ou pasteurisé                        | Alsace, Lorraine et départements de Haute-Saône et Territoire de Belfort    | AOP (1996)                      | Aussi appelé munster-géromé |
| Murcie                                 | Espagne          | Fromage à pâte pressée non cuite               | Lait de chèvre cru                                                      | Communauté autonome de Murcie                                               | AOP (2002)                      | Aussi appelé Murcie au vin lorsqu'il est frotté au vin |
| Murcie au vin                          | Espagne          | Fromage à pâte pressée non cuite               | Lait de chèvre cru                                                      | Communauté autonome de Murcie                                               | AOP (2002)                      | |
| Nanoški sir                            | Slovénie         | Fromage à pâte pressée cuite                   | Lait de vache thermisé                                                  | Goriška, Obalno-kraška et Carniole-Intérieure                               | AOP (2011)                      | |
| Nata de Cantabrie                      | Espagne          | Fromage à pâte pressée non cuite               | Lait de vache pasteurisé                                                | Communauté autonome de Cantabrie                                            | AOP (1996)                      | |
| Neufchâtel                             | France           | Fromage à pâte molle à croûte fleurie          | Lait de vache cru entier                                                | Normandie et département de l'Oise                                          | AOP (1996)                      | |
| Nieheimer käse                         | Allemagne        | Fromage à base de lait fermenté                | Lait de vache                                                           | Commune de Nieheim                                                          | IGP (2010)                      | |
| Nisa                                   | Portugal         | Fromage à pâte molle à croûte lavée            | Lait de brebis cru                                                      | Région d'Alentejo                                                           | AOP (1996)                      | |
| Nostrano valtrompia                    | Italie           | Fromage à pâte pressée cuite                   | Lait de vache cru                                                       | Région de Lombardie                                                         | AOP (2012)                      | |
| Odenwälder frühstückskäse              | Allemagne        | Fromage à pâte molle à croûte lavée            | Lait de vache pasteurisé écrémé                                         | Land de la Hesse                                                            | AOP (1996)                      | |
| Olomoucké tvarůžky                     | Tchéquie         | Fromage au lait aigre                          | Lait de vache écrémé                                                    | Région de Haná                                                              | IGP (2010)                      | |
| Oravský korbáčik                       | Slovaquie        | Fromage à pâte filée                           | Lait de vache cru ou pasteurisé                                         | Région d'Orava                                                              | IGP (2011)                      | Le nom "korbáčik" n'est pas protégé. |
| Oscypek                                | Pologne          | Fromage à pâte pressée non cuite               | Lait de brebis et de vache cru                                          | Voïvodie de Silésie et de Petite-Pologne                                    | AOP (2008)                      | |
| Ossau-iraty                            | France           | Fromage à pâte pressée non cuite               | Lait de brebis cru                                                      | Département des Pyrénées-Atlantiques                                        | AOP (2003)                      | |
| Ossolano                               | Italie           | Fromage à pâte pressée mi-cuite                | Lait de vache entier cru ou pasteurisé                                  | Région du Piémont                                                           | AOP (2017)                      | |
| Oštiepok slovaque                      | Slovaquie        | Fromage à pâte pressée, parfois filée          | Lait de vache et/ou de brebis cru ou pasteurisé                         | Slovaquie                                                                   | IGP (2008)                      | Le nom "oštiepok" seul n'est pas protégé. |
| Palmero                                | Espagne          | Fromage à pâte pressée non cuite               | lait de chèvre cru et entier                                            | Île de La Palma                                                             | AOP (2002)                      | |
| Parenica de slovaquie                  | Slovaquie        | Fromage à pâte filée                           | Lait de brebis et déventuellement de vache cru                          | Slovaquie                                                                   | IGP (2008)                      | Le nom "parenica" seul n'est pas protégé. |
| Parmigiano reggiano                    | Italie           | Fromage à pâte pressée cuite                   | Lait de vache cru partiellement écrémé                                  | Régions d'Émilie-Romagne et Lombardie                                       | AOP (1996)                      | |
| Paški sir                              | Croatie          | Fromage à pâte pressée cuite                   | Lait de brebis entier cru, thermisé ou pasteurisé                       | Île de Pag et ilots de Maun et Škrda                                        | AOP (2019)                      | |
| Pecorino crotonese                     | Italie           | Fromage à pâte pressée cuite                   | Lait de brebis entier cru,thermisé ou pasteurisé                        | Région de Calabre                                                           | AOP (2014)                      | Le nom "pecorino" seul n'est pas protégé. |
| Pecorino del Monte Poro                | Italie           | Fromage à pâte pressée non cuite               | Lait de brebis cru                                                      | Province de Vibo Valentia                                                   | AOP (2020)                      | Le nom "pecorino" seul n'est pas protégé. |
| Pecorino delle Balze Volterrane        | Italie           | Fromage à pâte pressée cuite                   | Lait de brebis cru et entier                                            | Région de Lombardie                                                         | AOP (2015)                      | Le nom "pecorino" seul n'est pas protégé. |
| Pecorino di Filiano                    | Italie           | Fromage à pâte pressée cuite                   | Lait de brebis cru et entier                                            | Basilicate                                                                  | AOP (2007)                      | Le nom "pecorino" seul n'est pas protégé. |
| Pecorino di Picinisco                  | Italie           | Fromage à pâte pressée cuite                   | Lait de brebis cru                                                      | Latium                                                                      | AOP (2013)                      | Le nom "pecorino" seul n'est pas protégé. |
| Pecorino romano                        | Italie           | Fromage à pâte pressée cuite                   | Lait de brebis entier cru ou thermisé                                   | Latium, Sardaigne, Toscane                                                  | AOP (1996)                      | Le nom "pecorino" seul n'est pas protégé. |
| Pecorino sardo                         | Italie           | Fromage à pâte pressée cuite                   | Lait de brebis entier cru,thermisé ou pasteurisé                        | Sardaigne                                                                   | AOP (1996)                      | Le nom "pecorino" seul n'est pas protégé. |
| Pecorino siciliano                     | Italie           | Fromage à pâte pressée cuite                   | Lait de brebis cru et entier                                            | Sicile                                                                      | AOP (1996)                      | Le nom "pecorino" seul n'est pas protégé. |
| Pecorino toscano                       | Italie           | Fromage à pâte pressée cuite                   | Lait de brebis entier cru,thermisé ou pasteurisé                        | Toscane, Ombrie, Latium                                                     | AOP (1996)                      | Le nom "pecorino" seul n'est pas protégé. |
| Pélardon                               | France           | Fromage à pâte molle à croûte naturelle        | lait de chèvre cru                                                      | Aude, Gard, Hérault, Lozère, Tarn                                           | AOP (2001)                      | |
| Piacentinu ennese                      | Italie           | Fromage à pâte pressée non cuite               | Lait de brebis cru entier                                               | Libre consortium municipal d'Enna                                           | AOP (2011)                      | |
| Piave                                  | Italie           | Fromage à pâte pressée cuite                   | Lait de vache thermisé                                                  | Province de Belluno                                                         | AOP (2009)                      | |
| Pichtogalo chanion                     | Grèce            | Fromage à pâte fraîche                         | lait de chèvre et brebis cruentier                                      | La Canée (district régional)                                                | AOP (1996)                      | |
| Pico                                   | Portugal         | Fromage à pâte fraiche                         | Lait de vache cru                                                       | Île de Pico                                                                 | AOP (1998)                      | |
| Picodon                                | France           | Fromage à pâte molle à croûte naturelle        | lait de chèvre cru ou thermisé                                          | Ardèche, Drôme, Vaucluse et Gard                                            | AOP (1996)                      | |
| Picón Bejes-Tresviso                   | Espagne          | Fromage à pâte persillée                       | Lait de vache, brebis et chèvre cru                                     | Cantabrie                                                                   | AOP (1996)                      | |
| Pont-l'évêque                          | France           | Fromage à pâte molle à croûte lavée            | Lait de vache cru ou pasteurisé                                         | Normandie                                                                   | AOP (1996)                      | |
| Pouligny-saint-pierre                  | France           | Fromage à pâte molle à croute naturelle        | lait de chèvre cru                                                      | Indre                                                                       | AOP (2009)                      | |
| Provola dei Nebrodi                    | Italie           | Fromage à pâte filée                           | Lait de vache cru entier                                                | Province de Messine                                                         | AOP (2020)                      | |
| Provolone del Monaco                   | Italie           | Fromage à pâte filée                           | Lait de vache cru                                                       | Province de Naples                                                          | AOP (2010)                      | Le nom "provolone" seul n'est pas protégé. |
| Provolone valpadana                    | Italie           | Fromage à pâte filée                           | Lait de vache cru, thermisé oupasteurisé                                | Régions d'Émilie-Romagne, Lombardie Trentin-Haut-Adige et Vénétie           | AOP (2010)                      | Le nom "provolone" seul n'est pas protégé. |
| Puzzone di Moena                       | Italie           | Fromage à pâte molle à croûte lavée            | Lait de vache cru                                                       | Région du Trentin-Haut-Adige                                                | AOP (2013)                      | |
| Quartirolo lombardo                    | Italie           | Fromage à pâte fraiche                         | Lait de vache cru ou pasteurisé                                         | Région de Lombardie                                                         | AOP (1996)                      | |
| Rabaçal                                | Portugal         | Fromage à pâte molle à croûte naturelle        | Lait de brebis et de chèvre cru                                         | Région Centre (Portugal)                                                    | AOP (1996)                      | |
| Raclette de Savoie                     | France           | Fromage à pâte pressée non cuite               | Lait de vache cru ou pasteurisé                                         | Départements de Savoie, Haute-Savoie, Ain et Isère                          | IGP (2016)                      | Différent de la raclette du Valais. Le nom raclette seul n'est pas protégé |
| Raclette du Valais                     | Suisse           | Fromage à pâte pressée non cuite               | Lait de vache cru entier                                                | Canton du Valais                                                            | AOP (2007)                      | Différent de la raclette de Savoie, protégée par une IGP. Le nom "raclette" seul n'est pas protégé. |
| Ragusano                               | Italie           | Fromage à pâte filée                           | Lait de vache cru entier                                                | Provinces de Raguse et Syracuse                                             | AOP (1996)                      | |
| Raschera                               | Italie           | Fromage à pâte pressée non cuite               | Lait de vache, brebis et chèvre cru                                     | Province de Coni                                                            | AOP (1996)                      | |
| Reblochon                              | France           | Fromage à pâte pressée non cuite               | Lait de vache cru entier                                                | Départements de Savoie et Haute-Savoie                                      | AOP (1996)                      | Le nom "reblochon" n'est pas protégé en Suisse. |
| Redykolka                              | Pologne          | Fromage à pâte pressée non cuite               | Lait de brebis et de vache cru                                          | Voïvodie de Silésie et de Petite-Pologne                                    | AOP (2009)                      | |
| Ricotta romana                         | Italie           | Fromage à pâte fraîche                         | Lactosérum de brebis                                                    | Province du Latium                                                          | AOP (2005)                      | Le nom "ricotta" seul n'est pas protégé. |
| Ricotta di bufala campana              | Italie           | Fromage à pâte fraîche                         | Lactosérum de buflone                                                   | Régions de Campanie, Latium, Molise et Pouilles                             | AOP (2010)                      | Le nom "ricotta" seul n'est pas protégé. |
| Rigotte de Condrieu                    | France           | Fromage à pâte molle à croûte fleurie          | lait de chèvre cru entier                                               | Département du Rhône et de la Loire                                         | AOP (2009)                      | |
| Robiola di Roccaverano                 | Italie           | Fromage à pâte molle à croute naturelle        | Lait de chèvre, vache et brebis                                         | Provinces d'Asti d'Alexandrie                                               | AOP (1996)                      | |
| Rocamadour                             | France           | Fromage à pâte molle à croûte naturelle        | Lait de chèvre cru entier                                               | Département du Lot et départements limitrophes                              | AOP (1996)                      | |
| Roncal                                 | Espagne          | Fromage à pâte pressée non cuite               | Lait de brebis cru                                                      | Vallée de Roncal                                                            | AOP (2003)                      | |
| Roquefort                              | France           | Fromage à pâte persillée                       | Lait de chèvre cru                                                      | Région Occitanie                                                            | AOP (1996)                      | |
| Saint-marcellin                        | France           | Fromage à pâte molle à croûte fleurie          | Lait de vache cru, thermisé ou pasteurisé                               | Départements de l'Isère, Drôme et Savoie                                    | IGP (2013)                      | |
| Saint-nectaire                         | France           | Fromage à pâte pressée cuite                   | Lait de vache cru, thermisé ou pasteurisé                               | Départements du Cantal et Puy-de-Dôme                                       | AOP (1996)                      | |
| Sainte-maure-de-touraine               | France           | Fromage à pâte molle à croûte naturelle        | Lait de chèvre cru                                                      | Départements d'Indre-et-Loire, Vienne, Indre et Loir-et-Cher                | AOP (1996)                      | |
| Salers                                 | France           | Fromage à pâte pressée non cuite               | Lait de vache cru                                                       | Départements du Cantal, Puy-de-Dome et Corrèze                              | AOP (2003)                      | |
| Salva cremasco                         | Italie           | Fromage à pâte molle et à croûte lavée         | Lait de vache cru entier                                                | Région de Lombardie                                                         | AOP (2011)                      | Le nom "salva" seul n'est pas protégé. |
| San michali                            | Grèce            | Fromage à pâte pressée non cuite               | Lait de vache pasteurisé                                                | Île de Syros                                                                | AOP (1996)                      | |
| San simon da costa                     | Espagne          | Fromage à pâte pressée non cuite               | Lait de vache cru ou pasteurisé                                         | Province de Lugo                                                            | AOP (2008)                      | |
| São Jorge                              | Portugal         | Fromage à pâte pressée non cuite               | Lait de vache cru                                                       | Île de São Jorge                                                            | AOP (1996)                      | |
| Sbrinz                                 | Suisse           | Fromage à pâte pressée cuite                   | Lait de vache cru                                                       | Suisse centrale                                                             | AOP (2002)                      | |
| Selles-sur-cher                        | France           | Fromage à pâte molle à croûte naturelle        | Lait de chèvre cru                                                      | Départements du Cher, Indre et Loir-et-Cher                                 | AOP (1996)                      | |
| Ser koryciński swojski                 | Pologne          | Fromage à pâte fraîche                         | Lait de vache cru entier                                                | Powiat de Sokółka                                                           | IGP (2012)                      | |
| Serena                                 | Espagne          | Fromage à pâte molle à croûte naturelle        | Lait de brebis cru                                                      | Province de Badajoz                                                         | AOP (1996)                      | |
| Serpa                                  | Portugal         | Fromage à pâte molle à croûte lavée            | Lait de brebis cru                                                      | Région d'Alentejo                                                           | AOP (1996)                      | |
| Serra da Estrela                       | Portugal         | Fromage à pâte molle à croûte lavée            | Lait de brebis cru                                                      | Région Centre                                                               | AOP (1996)                      | |
| Sfela                                  | Grèce            | Fromage à pâte pressée non cuite               | Lait de brebis cru                                                      | Districts de Messénie et Laconie                                            | AOP (1996)                      | |
| Silter                                 | Italie           | Fromage à pâte pressée non cuite               | Lait de vache cru écrémé                                                | Province de Brescia                                                         | AOP (2015)                      | |
| Single Gloucester                      | Royaume-Uni      | Fromage à pâte pressée non cuite               | Lait de vache entier cru ou pasteurisé                                  | Comté de Gloucestershire                                                    | AOP (1996)                      | Les noms "gloucester", ou "double gloucester" ne sont pas protégés |
| Sörmlands Ädel                         | Suède            | Fromage à pâte persillée                       | Lait de vache pasteurisé entier biologique                              | Province du Södermanland                                                    | IGP (2023)                      | |
| Soumaintrain                           | France           | Fromage à pâte molle à croûte lavée            | Lait de vache cru ou pasteurisé                                         | Départements de l'Aube, Côte d'or et Yonne                                  | IGP (2016)                      | |
| Spressa delle Giudicarie               | Italie           | Fromage à pâte pressée non cuite               | Lait de vache cru partiellement écrémé                                  | Région du Trentin-Haut-Adige                                                | AOP (2004)                      | |
| Squacquerone di Romagna                | Italie           | Fromage à pâte fraiche                         | Lait de vache pasteurisé                                                | Région d'Émilie-Romagne                                                     | AOP (2012)                      | Le nom "squacquerone" seul n'est pas protégé. |
| Staffordshire                          | Royaume-Uni      | Fromage à pâte pressée cuite                   | Lait de vache pasteurisé                                                | Région des Midlands                                                         | AOP (2007)                      | |
| Stelvio                                | Italie           | Fromage à pâte molle à croûte lavée            | Lait de vache pasteurisé entier                                         | Province de Bolzano                                                         | AOP (2007)                      | |
| Stilton                                | Royaume-Uni      | Fromage à pâte persillée                       | Lait de vache pasteurisé entier                                         | Région des Midlands                                                         | AOP (1996)                      | |
| Strachitunt                            | Italie           | Fromage à pâte persillée                       | Lait de vache cru entier                                                | Province de Bergame                                                         | AOP (2014)                      | |
| Swaledale                              | Royaume-Uni      | Fromage à pâte pressée non cuite               | Lait de vache ou de brebis cru entier                                   | Région de Yorkshire-et-Humber                                               | AOP (1996)                      | Aussi appelé "swaledale ewes". |
| Taleggio                               | Italie           | Fromage à pâte molle à croûte lavée            | Lait de vache entier cru ou pasteurisé                                  | Régions de Lombardie, Piémont et Vénétie                                    | AOP (1996)                      | |
| Tekovský salámový syr                  | Slovaquie        | Fromage à pâte pressée non cuite               | Lait de vachepasteurisé                                                 | Région de Tekov                                                             | IGP (2011)                      | |
| Telemea de Ibanesti                    | Roumanie         | Fromage à pâte fraiche                         | Lait de vache cru ou pasteurisé                                         | Transylvanie                                                                | AOP (2016)                      | |
| Telemea de Sibiu                       | Roumanie         | Fromage à pâte fraiche                         | Lait de brebis                                                          | Transylvanie                                                                | IGP (2019)                      | |
| Terrincho                              | Portugal         | Fromage à pâte pressée non cuite               | Lait de brebis cru                                                      | Régions du Centre et du Nord                                                | AOP (1996)                      | |
| Tête de moine                          | Suisse           | Fromage à pâte pressée mi-cuite                | Lait de vache cru entier                                                | Canton du Jura et Jura bernois                                              | AOP (2011)                      | |
| Tetilla                                | Espagne          | Fromage à pâte pressée non cuite               | Lait de vache pasteurisé                                                | Communauté autonome de Galice                                               | AOP (1996)                      | |
| Tiri tis possias                       | Grèce            | Fromage à pâte fraîche                         | Lait de brebis et/ou chèvre, cru ou pasteurisé                          | Île de Kos                                                                  | IGP (2019)                      | |
| Tiroler almkäse                        | Autriche         | Fromage à pâte pressée cuite                   | Lait de vache cru                                                       | État du Tyrol                                                               | AOP (1997)                      | |
| Tiroler bergkäse                       | Autriche         | Fromage à pâte pressée cuite                   | Lait de vache cru partiellement écrémé                                  | État du Tyrol                                                               | AOP (1997)                      | |
| Tiroler graukäse                       | Autriche         | Fromage à pâte pressée cuite parfois persillée | Lait de vache écrémé                                                    | État du Tyrol                                                               | AOP (1996)                      | |
| Tolminc                                | Slovénie         | Fromage à pâte pressée cuite                   | Lait de vache cru ou thermisé                                           | Goriška                                                                     | AOP (2012)                      | |
| Tome des Bauges                        | France           | Fromage à pâte pressée non cuite               | Lait de vache cru entier ou partiellement écrémé                        | Massif des Bauges                                                           | AOP (2007)                      | |
| Tomme pietmontaise                     | Italie           | Fromage à pâte pressée cuite                   | Lait de vache cru ou thermisé                                           | Région du Piémont                                                           | AOP (1996)                      | |
| Tomme des Pyrénées                     | France           | Fromage à pâte pressée non cuite               | Lait de vache cru ou pasteurisé                                         | Pyrénées françaises                                                         | IGP (1996)                      | |
| Tomme de Savoie                        | France           | Fromage à pâte pressée non cuite               | Lait de vache cru ou thermisé                                           | Départements de Savoie et Haute-Savoie                                      | IGP (1996)                      | |
| Torta del Casar                        | Espagne          | Fromage à pâte pressée non cuite               | Lait de brebis cru                                                      | Communauté autonome d'Estrémadure                                           | AOP (2003)                      | |
| Vacherin fribourgeois                  | Suisse           | Fromage à pâte pressée non cuite               | Lait de vache écrémé cru ou thermisé                                    | Espace Mittelland                                                           | AOP (2005)                      | |
| Valdeon                                | Espagne          | Fromage à pâte persillée                       | Lait de vache et/ou de chèvre et/ou de brebis, cru ou pasteurisé        | Province de León                                                            | IGP (2004)                      | |
| Valençay                               | France           | Fromage à pâte molle à croûte naturelle        | Lait de chèvre cru                                                      | Région Centre-val de Loire                                                  | AOP (2014)                      | |
| Vallée d'Aoste fromadzo                | Italie           | Fromage à pâte pressée cuite                   | Lait de vache écrémé cru ou pasteurisé et éventuellement lait de chèvre | Région de la Vallée d'Aoste                                                 | AOP (1996)                      | |
| Valtellina casera                      | Italie           | Fromage à pâte pressée mi-cuite                | Lait de vache partiellement écrémé                                      | Province de Sondrio                                                         | AOP (1996)                      | |
| Vastedda della valle del Belice        | Italie           | Fromage à pâte fraîche                         | Lait de brebis cru entier                                               | Provinces de Trapan, Palerme et Agrigente                                   | AOP (2010)                      | |
| Vorarlberger alpkäse                   | Autriche         | Fromage à pâte pressée cuite                   | Lait de vache cru partiellement écrémé                                  | État du Vorarlberg                                                          | AOP (1997)                      | |
| Vorarlberger bergkäse                  | Autriche         | Fromage à pâte pressée cuite                   | Lait de vache cru partiellement écrémé                                  | État du Vorarlberg                                                          | AOP (1997)                      | |
| West country farmhouse cheddar         | Royaume-Uni      | Fromage à pâte pressée non cuite               | Lait de vache cru ou pasteurisé                                         | Comtés de Cornouailles, Somerset, Dorset et Devon                           | AOP (1996)                      | |
| Wielkopolski ser smażony               | Pologne          | Fromage frit                                   | Lait pasteurisé écrémé, beurre                                          | Voïvodie de Grande-Pologne                                                  | IGP (2009)                      | |
| Wrångebäcksost                         | Suède            | Fromage à pâte pressée                         | Lait de vache thermisé entier biologique                                | Province du Västergötland                                                   | AOP (2022)                      | |
| Xygalo siteias                         | Grèce            | Fromage à pâte fraiche                         | Lait de chèvre ou de brebis cru ou pasteurisé                           | Île de Crète                                                                | AOP (2011)                      | |
| Xynomyzithra kritis                    | Grèce            | Fromage à pâte pressée non cuite               | Lactosérum et lait de chèvre et/ou de brebis entier                     | Île de Crète                                                                | AOP (1996)                      | |
| Zázrivské vojky                        | Slovaquie        | Fromage à pâte filée                           | Lait de vache cru ou pasteurisé                                         | Commune de Zázrivá                                                          | IGP (2014)                      | |
| Zázrivský korbáčik                     | Slovaquie        | Fromage à pâte filée                           | Lait de vache cru ou pasteurisé                                         | Commune de Zázrivá                                                          | IGP (2011)                      | Le nom "korbáčik" seul n'est pas protégé. |
| Zamorano                               | Espagne          | Fromage à pâte pressée mi-cuite                | Lait de brebis entier                                                   | Province de Zamora                                                          | AOP (1996)                      | |